# Aljaksandr Varlamaŭ
Aljaksandr Viktaravič Varlamaŭ (in bielorusso Аляксандр Віктаравіч Варламаў?; Voronež, 18 luglio 1979) è un tuffatore bielorusso.

## Biografia
Nato in Unione Sovietica, ha iniziato la sua carriera da ragazzo nella nazionale russa ai Campionati europei giovanili di nuoto 1993, vincendo due medaglie: poi nel 1998 ha vinto la medaglia di bronzo ai mondiali 1998 nella gara della piattaforma sincro, sempre per la Russia.
Per la nazionale Bielorussa ha partecipato ai campionati europei di nuoto del 2002 disputati a Berlino e ha vinto due medaglie di bronzo dalla piattaforma 10 metri. 
Nel concorso individuale è stato preceduto dal padrone di casa Heiko Meyer e dall'ungherese Imre Lengyel. Nei sincronizzati in coppia con Andrej Mamontov si è piazzato sul gradino più basso del podio dietro alle coppie ucraine (Roman Volod'kov e Anton Zacharov) e ungheresi (András Hajnal e Imre Lengyel).
Nei sincronizzati 3 meri, in coppia con Sergej Kučmasov ha concluso al sesto posto.
A Madrid ai campionati europei del 2004, di nuovo in coppia con Sergej Kučmasov, ha ottenuto l'ottava posizione in classifica nel sincro tre metri. Nella piattaforma ha invece ottenuto il sesto posto nel concorso individuale e, con Andrej Mamontov il quarto posto nel sincro. I due bielorussi sono stati preceduti dagli ucraini Roman Volod'kov e Anton Zacharov, dai tedeschi Tony Adam e Heiko Meyer e dai russi Oleg Vikulov e Konstantin Chanbekov.
Ai Giochi olimpici di Atene 2004 nei tuffi dalla piattaforma 10 metri è stato eliminato nel turno qualificatorio chiudendo al ventisettesimo posto. Nel concorso dal trampolino 3 metri è arrivato trentesimo.
Nel 2005 ai campionati mondiali di nuoto di Montréal si è confermato su ottimi livelli, tuttavia è stato eliminato in semifinale nel concorso individuale dalla piattaforma 10 metri. Con il compagno di nazionale Vadzim Kaptur ha terminato al sesto posto nel sincro piattaforma 10 metri.
Agli europei di nuoto di Budapest del 2006 è di nuovo convocato con Sergej Kučmasov e Vadzim Kaptur e partecipa ai due concorsi sincronizzati. Dalla piattaforma 10 metri ha guadagnato il quinto posto, invece, dal trampolino 3 metri ha confermato l'ottavo piazzamento ottenuto a Madrid quattro anni prima.
Nel 2007 partecipa per la seconda volta ai Campionati mondiali di nuoto che si sono svolti a Melbourne in Australia tuffandosi con Vadzim Kaptur dalla piattaforma 10 metri e concludendo in ottava posizione.
Nel 2008, con il compagno di nazionale Vadzim Kaptur, ai campionati europei di nuoto di Eindhoven ha vinto la medaglia d'argento nei tuffi sincronizzati dalla piattaforma 10 metri chiudendo alle spalle della coppia tedesca formata da Patrick Hausding e Sascha Klein. Sempre dalla piattaforma, nel concorso individuale ha concluso ottavo.
Nello stesso anno ha preso parte ai Giochi olimpici di Pechino gareggiando nel concorso dalla piattaforma 10 metri e ha concluso al ventunesimo posto.

## Palmarès
- Campionati mondiali

Perth 1998: bronzo nel sincro 10 m.
- Europei di nuoto

Berlino 2002: bronzo nel sincro 10 m e nella piattaforma 10 m.
Eindhoven 2008: argento nel sincro 10 m.